# Хомутов, Олег Константинович
Олег Константинович Хомутов (25 октября 1934, Усолье — 23 ноября 1997, Москва) — парашютист-испытатель, Герой Советского Союза (1971).

## Биография
Детство Олега прошло в Ленинградской (Бокситогорск, Сланцы) и Новгородской (Пестово) областях.
В период 1953—1954 годы он учился в Рижский авиационном училище гражданского воздушного флота.
В 1960 окончил Московский авиационный институт. Занимался парашютным спортом в аэроклубе МАИ. В 1961 участвовал в установлении 2 мировых групповых парашютных рекордов.
В 1960—1962 и в 1967—1975 годах — парашютист-испытатель Научно-исследовательского института автоматических устройств (НИИ АУ).
В 1962—1967 работал парашютистом-испытателем в Лётно-исследовательском институте (ЛИИ).
Испытывал парашюты и катапультные кресла. Выполнил около 1400 прыжков и 13 катапультирований из самолетов Бе-12, Ил-28, МиГ-15ЛЛ, Су-9ЛЛ, Ту-22, Як-25ЛЛ.
В период работы в ЛИИ под руководством Г. И. Северина участвовал в исследованиях и испытаниях всережимных катапультных кресел на летающих лабораториях (ЛЛ) . На  ЛЛ были проверены и отработаны элементы кресел (комбинированный стреляющий механизм, трёхкаскадная парашютная система) и разработаны рекомендации самолетостроительным ОКБ по выбору эффективных технических решений всережимных кресел. Кроме Хомутова в этих работах также принимали активное участие парашютисты-испытатели Е. Н. Андреев и В. И. Данилович.
В 1975—1976 — ведущий конструктор НИИ металлургического машиностроения, в 1976—1997 — инженер-конструктор НПО «Звезда».
Олег Константинович Хомутов умер 23 ноября 1997 года. Он похоронен в Москве, на Николо-Архангельском кладбище.

## Награды и звания
- Герой Советского Союза (26.04.1971) — за мужество и героизм, проявленные при испытании новых парашютных и катапультных систем
- Орден Ленина (1971), медали
- Мастер спорта СССР[4]
- Трёхкратный чемпион мира по парашютному спорту[4]